# Tetraogallus
Tetraogallus – rodzaj ptaków z podrodziny bażantów (Phasianinae) w rodzinie kurowatych (Phasianidae).

## Zasięg występowania
Rodzaj obejmuje gatunki występujące w Eurazji.

## Morfologia
Długość ciała 50–72 cm, rozpiętość skrzydeł 80–105 cm; masa ciała 1170–3629 g (samce są większe i cięższe od samic).

## Systematyka

### Etymologia
- Tetraogallus (Setraogallus): zbitka wyrazowa nazw rodzajów: Tetrao Linnaeus, 1758 (głuszec) oraz Gallus Brisson, 1760 (kur)[11].
- Chourtka (Chourtha): według Wiktora Moczulskiego Chourtka to nazwa nadana ułarowi kaukaskiemu przez górskie plemiona[12]. Gatunek typowy: Chourtka alpina Motschoulski, 1839 (= Tetrao caucasica Pallas, 1811).
- Megaloperdix: gr. μεγας megas, μεγαλη megalē „wielki”; περδιξ perdix, περδικος perdikos „kuropatwa”[13]. Gatunek typowy: Tetrao caucasica Pallas, 1811.
- Oreotetrax: gr. ορος oros, ορεος oreos „góra” (tj. Kaukaz); τετραξ tetrax, τετραγος tetragos „ptak łowny” (prawdopodobnie pardwa lub perliczka)[14]. Gatunek typowy: Tetrao caucasica Pallas, 1811.
- Montigallus: łac. mons, montis „góra”; gallus „kogucik”[15]. Gatunek typowy: Tetraogallus tibetanus Gould, 1854.

### Podział systematyczny
Do rodzaju należą następujące gatunki:
- Tetraogallus caucasicus (Pallas, 1811) – ułar kaukaski
- Tetraogallus caspius (S.G. Gmelin, 1784) – ułar kaspijski
- Tetraogallus himalayensis G.R. Gray, 1843 – ułar himalajski
- Tetraogallus tibetanus Gould, 1854 – ułar tybetański
- Tetraogallus altaicus (Gebler, 1836) – ułar ałtajski